# 开曼群岛历史
开曼群岛现为英国海外领地，位于加勒比海西北部，由大开曼、小开曼和开曼布拉克三座岛屿组成。1503年，哥伦布发现了这些散布在加勒比海上的岛屿。登岛后，他们在岛屿周围的海域与海岛之上发现了许多海龟，于是将这些岛屿命名为“海龟岛”（Las Tortugas）。该群岛又于1523年改名为“大蜥蜴岛/美洲鳄岛”（Lagartos）。1530年，群岛得名“开曼”（caimán）。“开曼”在加勒比语中是海生鳄鱼的意思。近年来的亚化石发现表明，这种“开曼”应指的是古巴鳄。
西班牙人并没有在开曼群岛上定居，他们只在岛屿周围的海域捕鱼，以在旅途中获得肉食。后来海盗也采取同样的方法补给后勤。据史料记载，第一个抵达开曼群岛的英国人是航海家弗朗西斯·德雷克，他于1586年抵达该群岛。

## 住民

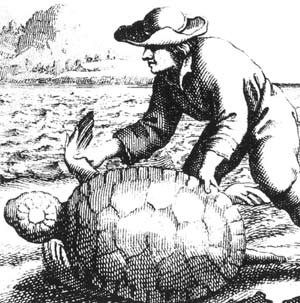
生活在开曼群岛的大量海龟曾吸引着人们航行至此，也因此使原本没有住民的岛屿成为人类的居住地。

17世纪以前，無人在开曼群岛居住。1600年起，许多不同背景的外来移民在开曼群岛上安家，當中包括海盗、来自西班牙宗教裁判所的难民、遭遇海难的航海者以及来自克伦威尔牙买加驻军的逃兵。	
早期开曼居民多为渔民，他们来到岛上捕获海龟，并出售给牙买加的商人。
开曼民间认为，开曼群岛的首批住民是威尔士人沃特斯（Walters，或沃特勒，Watler）和其伙伴们。他们在牙买加退役后于1658年抵达开曼群岛。第一个有记录的开曼群岛永久住民是沃特斯的孙子艾萨克·博登。约1700年，艾萨克在大开曼岛出生。

## 英国控制开曼群岛
1655年，英国入侵西属牙买加。1661年，小开曼和开曼布拉克迎来了英国首批殖民者。之后因为西班牙的私掠者们经常造访开曼群岛，并掠夺英国人的财产，英国殖民者撤出了开曼群岛。1670年，英西《马德里条约》签订。西班牙承认了英国对加勒比地区所占岛屿的所有权。由此英国取得了对牙买加和开曼群岛的正式控制权。英国私掠者和加勒比海盗们都将开曼群岛作为海上补给物资或藏身的地方。英殖民者定居开曼的历史始于1734年，在此之前其定居开曼的尝试均以失败而告终。牙买加总督划出了大开曼岛西南部分的一块3,000英亩的土地供英国移民定居。
1794年2月8日，十艘商船在大开曼岛东部触礁沉没。船队计划从牙买加驶往美国，遭遇海难时船上有58名英国商人。开曼住民闻讯后前往失事地区开展施救，并最终救起50名英商。这次事件在英文中称作“The Wreck of the Ten Sail（十艘帆船的沉没）”。为表彰开曼住民的英勇表现，乔治三世承诺永不在开曼群岛征税。事实上，开曼群岛从未征收过所得税、资本收益税和财富税，这使得开曼群岛成为了一个避税港。
英国移民者定居开曼后，奴隶制度随之在该群岛建立。许多奴隶来自非洲，这也是开曼群岛英国裔和非洲裔住民居多的原因之一。1833年，英国通过《废奴法案》，该法案认定奴隶制为非法制度，开曼群岛上的奴隶也因而得以解放。